# エンパイア・オブ・ライト
『エンパイア・オブ・ライト』（原題：Empire of Light）は、2022年制作のイギリスとアメリカ合衆国の合作によるドラマ映画。サム・メンデス監督、オリヴィア・コールマン主演。

## あらすじ
1980年代初頭のイギリスの静かな海辺の町を舞台に、映画館で働くヒラリーと、夢を諦めてその映画館で働くことを決意した青年スティーヴンの心の交流を描く。

## キャスト
- ヒラリー：オリヴィア・コールマン
- スティーヴン：マイケル・ウォード
- エリス氏：コリン・ファース
- ノーマン：トビー・ジョーンズ
- ターニャ・ムーディ
- トム・ブルック
- クリスタル・クラーク